# 愛媛県立今治西高等学校伯方分校
愛媛県立今治西高等学校伯方分校（えひめけんりついまばりにしこうとうがっこうはかたぶんこう）は、愛媛県立今治西高等学校の今治市伯方町に所在する分校。全日制普通科。

## 概観
愛媛県立今治西高等学校伯方分校（以下、伯方分校と表記することがある）の校長は、愛媛県立今治西高等学校と共通の人物で、分校長（高等学校本校内における教頭に相当）のポストが伯方分校内の教員では最高である。伯方分校は瀬戸内海の中央部に位置する愛媛県今治市伯方町（伯方島）に所在し、その海岸沿いに学校施設は設置されている。伯方分校の西側は今治市が管理する地方港湾の有津港、北側は西瀬戸自動車道（瀬戸内しまなみ海道／しまなみ海道）に接続する国道317号とそれぞれ隣接する。さらに、伯方分校の周辺において岩礁ピットの分布が確認されており、村上水軍（三島村上氏）の海城であった梅ヶ鼻城及び松ヶ鼻城の跡とされている。なお、同所は学校用地（2019年3月まで同所に所在した愛媛県立伯方高等学校）になる前はゴミ処理場として利用されていた。また、入学生には入学支援金として同窓会から一律50,000円の支給が行われている。

## 沿革

### 略歴
学校。。

### 年表
- 2018年
  - 10月19日 - 愛媛県県立学校設置条例（昭和39年3月19日条例第12号）の一部改正条例（平成30年10月19日条例第52号）公布[3]。
- 2019年
  - 4月1日
    - 愛媛県県立学校設置条例の一部改正条例（平成30年10月19日条例第52号）施行。（愛媛県立伯方高等学校の移管及び愛媛県立今治西高等学校伯方分校の発足）[4][3]

## 教育

### 教育理念・目標など

#### モットー
モットーは愛媛県立今治西高等学校本校と共通の「蛍雪精神」である。

#### 重点努力目標
重点努力目標は「にしきを体現する生徒の育成」で、これは愛媛県立伯方高等学校の校訓として2019年3月まで設定されていた「忍耐、真剣、希望」（に、し、き）を受け継いだものである。（以下参照）
忍耐（に）: 風雪の道を歩み、自己をきたえる
真剣（し）: 探求の道を歩み、英知を磨く
希望（き）: 理想をかかげる

### 教育課程
１年次には、全員共通の教育課程を導入しており、基礎学力の定着を目標に掲げている。特に国語、数学、外国語の授業では、習熟度別の講座編成を行っている。2、3年次においては、生徒の進路によって5つのコース（総合文理コース、国際文化コース、グローバル経済コース、福祉社会基礎コース、情報ビジネスコース）を設定している。また、選択授業などで少人数講座による授業も行っている。

#### 学科内各コースの特徴
総合文理コース
大学受験において必要な科目を幅広く学習し、主に国公立大学進学希望者のための教育課程を編成したコースである。
国際文化コース
英語の学習が多く、主に私立大学（文系）進学希望者のための教育課程を編成したコースである。
グローバル経済コース
英語、経済、実践力を学習し、文系の進学先や就職希望者のための教育課程を編成したコースである。
福祉社会基礎コース
家庭科の専門科目の学習が多く、福祉や保育の専門学校進学希望者のための教育課程を編成したコースである。
情報ビジネスコース
商業や情報の専門科目の学習が多く、就職や専門学校進学希望者のための教育課程を編成したコースである。

### 組織

#### 設置学科及び教育課程系統表（コース）
- 愛媛県立今治西高等学校
  - 愛媛県立今治西高等学校伯方分校
    - 全日制課程[5]
      - 普通科[5]（1学年につき2学級で定員60名[14][15]）
        - 総合文理コース[2]
        - 国際文化コース[2]
        - グローバル経済コース[2]
        - 福祉社会基礎コース[2]
        - 情報ビジネスコース[2]

## 学校施設
愛媛県立今治西高等学校伯方分校における学校施設の構造は3階建て、コンクリート造（RC造またはSRC造）であり、給食設備と冷暖房設備、スロープを保有している。

## 基礎データ

### 通学区域
愛媛県立今治西高等学校伯方分校の基本的な通学区域は、愛媛県東予地方（四国中央市、新居浜市、西条市、今治市、越智郡上島町）及び愛媛県松山市の一部（2004年12月31日時点における北条市の区域）である。なお、定員の15％まで、県外からの志願を認めている 

### 象徴
校章
愛媛県立今治西高等学校伯方分校の校章は、ホタルと雪（蛍雪）を表現した愛媛県立今治西高等学校本校の校章と同じものである。

## 避難所機能

### 指定緊急避難場所及び指定避難所としての機能
愛媛県立今治西高等学校伯方分校は、愛媛県今治市伯方地区における災害対策基本法上の指定緊急避難場所及び指定避難所（対応可能な災害は、津波及び土砂災害）に指定されており、その有効面積は11,723 m2 （指定緊急避難場所）、収容人数は817人（指定避難所）である。

### 原子力災害時における広域避難計画
愛媛県立今治西高等学校伯方分校は愛媛県地域防災計画（原子力災害対策編）において、四国電力伊方発電所（伊方原子力発電所、伊方原発）で原子力災害（原子力災害対策特別措置法に定める原子力災害）が生じるまたは生じる恐れがある場合における愛媛県八幡浜市、伊予市、西宇和郡伊方町の広域避難・第2避難先候補施設（面積は全体で4,849 m2 、体育館の面積は1,020 m2 、有効面積は766 m2 、屋外部分の面積は11,723 m2 ）になっている。

## 部活動
愛媛県立今治西高等学校伯方分校における学校公式の部活動は14部体制であり、いずれも兼部可能である。

### 運動部
運動部は以下の5部である。
- バスケットボール部（男性）
- 野球部（男性・女性）
- バレーボール部（女性）
- ソフトテニス部（男性・女性）
- バドミントン部（女性）

### 文化部
文化部は以下の1部である。
- 商業部（男性）